# Southland Conference
La Southland Conference est le groupement de douze universités gérant les compétitions sportives universitaires dans huit disciplines masculines et dix féminines dans le Sud des États-Unis. 

## Membres

### Membres formels
| Institution                                         | Lieu                            | Fondation | Type     | Surnom                                     | Couleurs | Rejoint |
| --------------------------------------------------- | ------------------------------- | --------- | -------- | ------------------------------------------ | -------- | ------- |
| Université d'East Texas A&M (en)                    | Commerce (Texas)                | 1889      | Publique | Lions d'East Texas A&M (en)                |          | 2022    |
| Université chrétienne de Houston (en)               | Houston (Texas)                 | 1960      | Privée   | Huskies de Houston Christian (en)          |          | 2013    |
| Université Incarnate Word                           | San Antonio (Texas)             | 1881      | Privée   | Cardinals d'Incarnate Word (en)            |          | 2013    |
| Université Lamar                                    | Beaumont (Texas)                | 1923      | Publique | Cardinals de Lamar                         |          | 2022    |
| Université d'État McNeese                           | Lake Charles (Louisiane)        | 1939      | Publique | Cowboys de McNeese (en)                    |          | 1972    |
| Université de La Nouvelle-Orléans                   | La Nouvelle-Orléans (Louisiane) | 1958      | Publique | Privateers de La Nouvelle-Orléans          |          | 2013    |
| Université d'État Nicholls                          | Thibodaux (Louisiane)           | 1948      | Publique | Colonels de Nicholls (en)                  |          | 1991    |
| Université d'État Northwestern                      | Natchitoches (Louisiane)        | 1884      | Publique | Demons de Northwestern State               |          | 1987    |
| Université de Southeastern Louisiana                | Hammond (Louisiane)             | 1925      | Publique | Lions de Southeastern Louisiana (en)       |          | 1987    |
| Université d'État Stephen F. Austin (en)            | Nacogdoches (Texas)             | 1923      | Publique | Lumberjacks de Stephen F. Austin (en)      |          | 2024    |
| Université Texas A&M–Corpus Christi                 | Corpus Christi (Texas)          | 1947      | Publique | Islanders de Texas A&M–Corpus Christi (en) |          | 2006    |
| Université du Texas de la Vallée du Rio Grande (en) | Edinburg (Texas)                | 2013      | Publique | Vaqueros de l'UTRGV (en)                   |          | 2024    |

1. ↑  Lamar a été membre de la Southland Conference de 1963 à 1987, puis de 1999 à 2021.
2. ↑  Stephen F. Austin était membre de la Southland Conference de 1987 à 2021.
3. ↑  UTRGV possède plusieurs campus dans la basse vallée du Rio Grande, mais le programme sportif est basé sur le campus d'Édinburg.
4. ↑  L'université a été officiellement fondée en 2013, mais n'a commencé à enseigner qu'en 2015. Le programme sportif retrace son histoire à travers l'ancienne Université du Texas – Panaméricaine, fondée en 1930 et fusionnée avec l'UTRGV en 2013.
5. ↑  UTRGV ne propose qu'un programme de football américain hors compétition pour la saison 2024. L'équipe débutera le jeu officiel en 2025.

### Membres associés
| Institution                        | Lieu                       | Fondation | Type     | Surnom                          | Couleurs | Rejoint | Sport(s)                                            | Conférence primaire                                  |
| ---------------------------------- | -------------------------- | --------- | -------- | ------------------------------- | -------- | ------- | --------------------------------------------------- | ---------------------------------------------------- |
| Université d'Augusta (en)          | Augusta (Géorgie)          | 1828      | Publique | Jaguars d'Augusta (en)          |          | 2021    | Golf masculin et féminin                            | Peach Belt Conference (en) (Div. II)                 |
| Université d'État de Boise         | Boise (Idaho)              | 1932      | Publique | Broncos de Boise State          |          | 2022    | Beach-volley féminin                                | Mountain West Conference (Pac-12 Conference de 2026) |
| Université Bryant                  | Smithfield (Rhode Island)  | 1863      | Privée   | Bulldogs de Bryant              |          | 2022    | Golf masculin et féminin Tennis masculin et féminin | America East Conference                              |
| Université Francis Marion          | Florence (Caroline du Sud) | 1970      | Publique | Patriots de Francis Marion (en) |          | 2021    | Golf masculin                                       | Conference Carolinas (en) (Div. II)                  |
| New Jersey Institute of Technology | Newark (New Jersey)        | 1881      | Publique | Highlanders de l'NJIT (en)      |          | 2021    | Tennis masculin et féminin                          | America East Conference                              |
| Université d'État de San José      | San José (Californie)      | 1857      | Publique | Spartans de San Jose State      |          | 2022    | Beach-volley féminin                                | Mountain West Conference                             |